# Ludmírov
Ludmírov är en ort i Tjeckien.   Den ligger i regionen Olomouc, i den östra delen av landet, 180 km öster om huvudstaden Prag. Ludmírov ligger 471 meter över havet och antalet invånare är 587.
Terrängen runt Ludmírov är kuperad norrut, men söderut är den platt. Runt Ludmírov är det ganska tätbefolkat, med 86 invånare per kvadratkilometer. Närmaste större samhälle är Moravská Třebová, 19,8 km nordväst om Ludmírov. Trakten runt Ludmírov består till största delen av jordbruksmark.